# Tita von Hardenberg

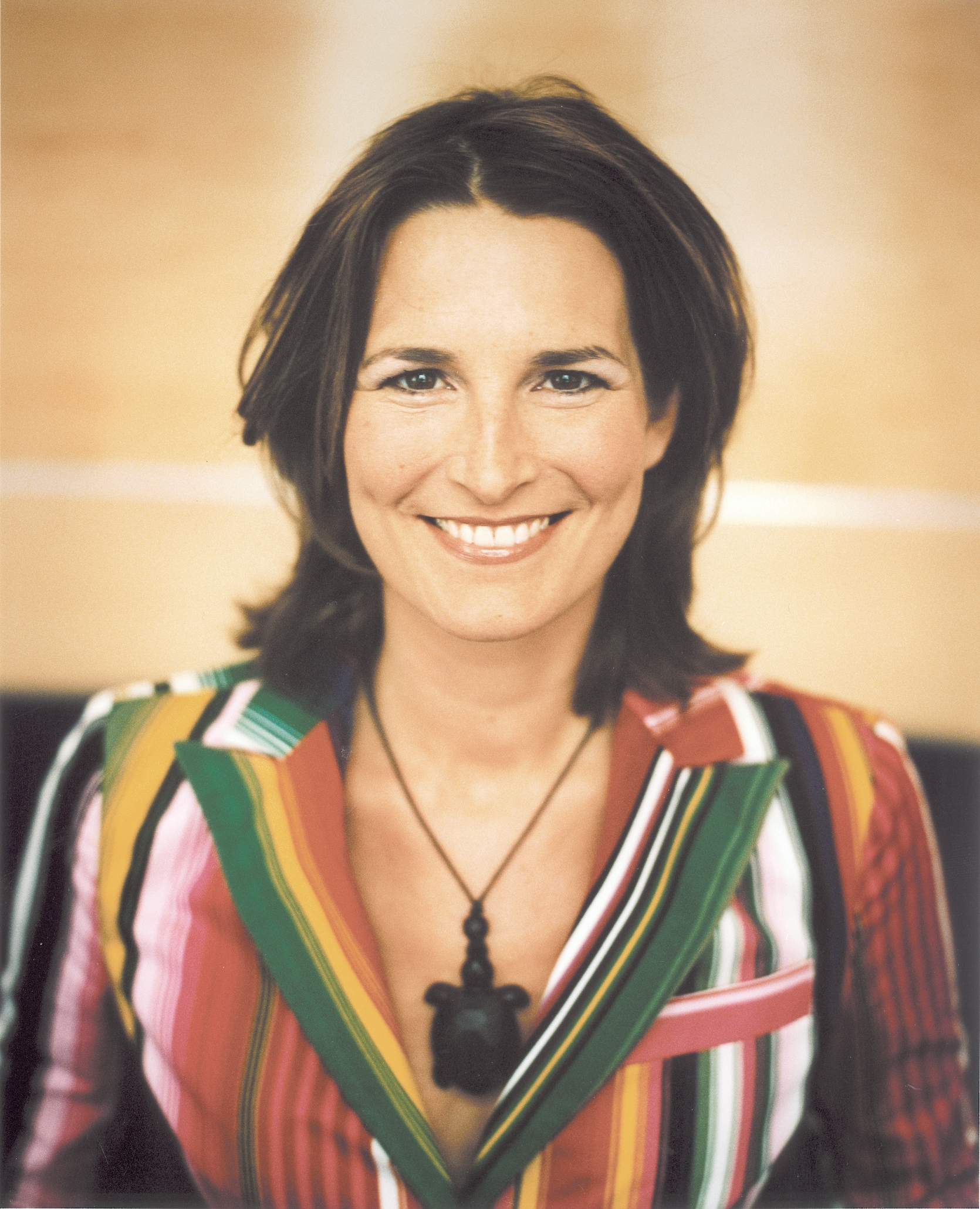
Tita von Hardenberg 2004

Tita von Hardenberg, eigentlich Katharina Habsburg-Lothringen-Kyburg (* 21. April 1968 als Katharina Isabel Gräfin von Hardenberg in Hamburg), ist eine deutsche TV-Journalistin und -Moderatorin sowie Produzentin.

## Leben
Die Tochter von Isa Gräfin von Hardenberg und dem Bankier Andreas Graf von Hardenberg stammt aus dem niedersächsischen Adelsgeschlecht derer von Hardenberg. Sie wuchs in Lüneburg und Isernhagen bei Hannover auf und machte 1987 an der Berliner Rudolf-Steiner-Schule Abitur. Anschließend studierte sie in München Geschichte und Politikwissenschaft. Später erwarb sie an der London School of Economics and Political Science (LSE) einen Master of Science.
Tita von Hardenberg lebt in Berlin und ist seit 1999 mit Ferdinand Habsburg-Lothringen-Kyburg verheiratet. Sie haben zusammen drei Kinder.

## Wirken
Ersten Kontakt mit dem Fernsehen knüpfte sie 1991 beim Berliner Regionalsender FAB, als sie dort volontierte. Anschließend war sie Redakteurin für die tägliche Sendung Fenster aus Berlin. Im Anschluss baute sie von 1992 bis 1994 das ORB-Magazin TIP TV mit auf, bei dem sie von 1995 bis 1997 die Redaktion leitete.
1997 gründete sie mit Stefan Mathieu (Produktion) und Michael Khano (Kamera) die Medienfirma Kobalt Productions Film und Fernseh GmbH. Ab April 1997 produzierte sie das Magazin Polylux für den ORB, später für den RBB, in dem der ORB 2003 aufging. Neben der Moderation von Polylux, das ab 2001 von der ARD ausgestrahlt wurde, realisierte sie auch eigene Beiträge. Polylux wurde 2008 abgesetzt.
2001 schrieb sie etwa zwei Jahre lang die wöchentliche Kolumne Schöner leben für die Wochenzeitung Die Zeit. Ab Oktober 2006 moderierte sie das Polylux-Ablegermagazin Monolux.
Von Hardenbergs Firma entwickelte außerdem 1997 für Arte das Politmagazin Absolut (1997–2009) und das Musikmagazin Tracks, das sie bis heute produziert. Ebenfalls für ARTE verantwortet sie seit 2010 das Europamagazin Yourope. 2011 entwickelte sie mit ihrer Firma die Kultursendung zdf.kulturpalast mit Nina Sonnenberg und Pegah Ferydoni für den inzwischen aufgelösten Sender ZDFkultur, die sie wöchentlich produzierte. Seit 2012 werden verschiedene Ausgaben der Kultursendung Metropolis auf Arte von Kobalt Productions produziert.
2011/2012 entwickelte und produzierte von Hardenberg die Doku-Reihe Kulturkrieger mit Katrin Sandmann auf ZDFkultur und 3sat. Ebenfalls 2012 produzierte sie zwei neue Live-Musik-Reihen, Introducing für RBB/ARTE und Berlin Live für ZDFkultur.
Am 20. Oktober 2012 moderierte von Hardenberg das Festkonzert anlässlich des 100. Geburtstags der Deutschen Oper Berlin, womit sie kontroverse Reaktionen hervorrief.
Am 2. Juli 2016 wurde von Hardenberg beim 8. Berliner Unternehmerinnentag als Berliner Unternehmerin 2016/2017 ausgezeichnet.
2017 gründet von Hardenberg die beiden Firmentöchter „Bleu Kobalt“ in Paris und „Kobalt Österreich“ in Wien.

## Ehrenämter
Seit 2005 ist von Hardenberg Schirmherrin des Berliner Umweltpreises des BUND und seit 2010 offizielle Patin des Kinderhospizes Bethel für sterbende Kinder. Darüber hinaus engagiert sie sich seit 2006 als Botschafterin für den Berliner Kinderschutzbund.
Von Hardenberg unterstützte die Berliner Pro-Reli-Volksentscheid-Kampagne, die den in Berlin freiwilligen Religionsunterricht statt Ethik zum Wahlpflichtfach machen wollte. Beim Volksentscheid stimmten 51,4 Prozent gegen die Gesetzesänderung; auch wurde das Zustimmungsquorum von 25 % nicht erreicht.
Im Juni 2018 wurde von Hardenberg in das Kuratorium des Kinderhilfswerkes „Plan international Deutschland e.v.“ gewählt.

## Auszeichnungen
- 2007: Grimme Online Award für das Online-Videoportal Polylog.tv (abgeschaltet)
- 2015: Bronze World Medal in der Kategorie History & Society bei „New York Festivals – World's Best TV & Films“ für The Age of the Supermodels[13]
- 2016: Berliner Unternehmerin 2016/2017 beim 8. Berliner Unternehmerinnentag[14]